# Soriculus nigrescens
Soriculus nigrescens — вид землерийок із підродини Soricinae (червонозубі землерийки) та триби Nectogalini. Він зустрічається в Бутані, Китаї, Індії, М'янмі та Непалі. Зареєстрований на висотах від 1500 до 4300 метрів над рівнем моря. Цей вид зустрічається в змішаних листяно-хвойних лісах, хвойно-рододендронових лісах і вище межі лісу, альпійській зоні. У Південній Азії про нього також повідомляють з відкритих скелястих ділянок.

## Морфологічні особливості
Це землерийка середнього розміру, відносно кремезна з коротким хвостом. Кігті передніх лап збільшені, що могло свідчити хоча б частково про рийний спосіб життя. Хутро коричневого або сірого кольору. Ці тварини досягають довжини тіла від 8 до 10 сантиметрів і ваги від 12 до 16 грамів.

## Спосіб життя
Про їхній спосіб життя відомо небагато. Як місце відпочинку ця землерийка будує кулясту споруду з висушених трав, яку оточує камінням. Ймовірно, раціон складається з комах та інших дрібних тварин.